# Ismaił Naurdijew
Ismaił Naurdijew (ur. 18 sierpnia 1996 w Groznym) – austriacki zawodnik mieszanych sztuk walki (MMA) pochodzenia czeczeńskiego. Były zawodnik ACB, czy Brave CF. Obecnie związany z UFC.

## Życiorys
Naurdijew urodził się w Groznym, w Czeczenii, a jego rodzina opuściła rozdarte wojną miasto i przeniosła się do Austrii w 2004 roku, gdy miał dziewięć lat, aby zapewnić sobie bezpieczne i lepsze życie. Zaczął trenować zapasy. W późniejszym czasie jako nastolatek zaczął trenować MMA. Na początku swojej kariery zawodowej nie miał żadnych trenerów ani partnerów sparingowych, ale w ramach zdobywania doświadczenia przyjmował każdą zaproponowaną mu walkę.

## Osiągnięcia

### Mieszane sztuki walki
- Aggrelin
  - 2016: Mistrz AG w wadze półśredniej